# Dasychira bokuma
Dasychira bokuma is een donsvlinder uit de familie van de spinneruilen (Erebidae). De wetenschappelijke naam van de soort is voor het eerst geldig gepubliceerd in 1961 door Collenette.